# الک (شهرستان مندوسینو، کالیفرنیا)
الک (به انگلیسی: Elk) یک منطقهٔ مسکونی در ایالات متحده آمریکا است که در شهرستان مندوسینو، کالیفرنیا واقع شده‌است. الک ۴۱ متر بالاتر از سطح دریا واقع شده‌است.